# 新木伸
新木 伸（あらき しん、1968年 -）は、ライトノベル作家・キャラクター作家である。東京都生まれ。

## 概要
東京都の池袋近郊出身で、幼少期は自転車で池袋で遊んでいた。ゲーム雑誌でのライターとしての執筆活動を行っていた時期があり、小説執筆歴があったことを機に、1992年の雑誌連載から作家デビューを果たした。
1994年、電撃文庫から単行本作家デビューを果たした。
羅門祐人と師弟関係にある。

## 作品一覧

### 小説

#### オリジナル作品
- ヴァルツァーの紋章（1994年2月 - 1995年4月 電撃文庫 上下巻）
- 星くず英雄伝（1996年12月 - 電撃文庫 既刊9巻／2014年5月 - ぽにきゃんBOOKS 既刊12巻）
- あるある! 夢境学園（2001年12月 - 2005年9月 ファミ通文庫 全7巻）
- S式コミュニケーション（2006年4月 - 11月 ファミ通文庫 全3巻）
- 明るい家族砲計画っ!（2008年7月 - 2010年8月 ファミ通文庫 全5巻）
- GJ部（2010年3月 - 2015年7月 ガガガ文庫 全11巻）
- はなぢ店長じゃ、だめですか?（2012年3月 - ファミ通文庫 既刊2巻）
- GJ部中等部（2012年4月 - 2014年4月 ガガガ文庫 全9巻）
- チューするだけの簡単なお仕事です【支配者】（2013年2月 - 一迅社文庫 既刊2巻）
- 光と闇の一年英雄（2014年8月 一迅社文庫）
- GEφ グッドイーター（2014年10月 - ガガガ文庫 既刊2巻）
- 英雄教室（2015年1月 - ダッシュエックス文庫 既刊15巻）
- 異世界Cマート繁盛記（2015年12月 - ダッシュエックス文庫 既刊7巻）
- 四億円当てた勇者ロトと俺は友達になってる（2016年3月 - 6月 角川スニーカー文庫 全2巻）
- 薪割りスローライフをはじめますか?【はい／いいえ】（2016年5月 - 7月 角川スニーカー文庫 全2巻）
- 自重しない元勇者の強くて楽しいニューゲーム（2016年11月 ダッシュエックス文庫 既刊6巻）
- ぼくは人間嫌いのままでいい。剣ちゃん盾ちゃんに助けられて異世界無双（2018年3月 - MFブックス 既刊2巻）
- KB部（2018年6月 - MF文庫J 既刊2巻）

#### ノベライズ
- 長門有希ちゃんの消失 とある一日（2015年4月 角川スニーカー文庫）- 原作：谷川流、ぷよ
- 嫌な顔されながらおパンツ見せてもらいたい 〜余はパンツが見たいぞ〜（2019年6月 BJ novel）- 原作：40原

#### 短編
- 杉宮遥は男前っ! - ショートストーリーズ 3分間のボーイ・ミーツ・ガール（2011年7月 ファミ通文庫）

### シナリオ
- RPGツクール2000（2000年4月、アスキー開発、販売）
  - サンプルゲーム「花嫁の冠」シナリオ